# Hohltiere
Die Hohltiere (Coelenterata) bilden eine der drei Organisationsstufen innerhalb der im Wasser lebenden Gewebetiere (Eumetazoa). Sie umfassen die beiden Tierstämme der Nesseltiere (Cnidaria) und Rippenquallen (Ctenophora). Beiden gemeinsam ist die mehr oder weniger radialsymmetrische Körperform, ein diffuses Nervennetz (Netznervensystem) und der grundsätzliche Aufbau aus lediglich zwei Zellschichten Epidermis und Gastrodermis, weshalb man auch von diploblastischen Tieren spricht. Zwischen diesen beiden Zellschichten liegt bei beiden Tiergruppen eine gallertartige Zone, das so genannte Mesenchym (Mesogloea).

## Hohltiere in der Systematik

### Klassische Systematik
Traditionell stellen die Hohltiere einen Stamm oder alternativ einen Überstamm dar, der die beiden heute als Tierstämme betrachteten Taxa Nesseltiere (Cnidaria) und Rippenquallen (Ctenophora) zusammenfasst. 
| Hohltiere (Coelenterata) | \| \| Nesseltiere (Cnidaria) \| \| \| \| \| \| Rippenquallen (Ctenophora) \| \| \| \| |
|                          | \| \| Nesseltiere (Cnidaria) \| \| \| \| \| \| Rippenquallen (Ctenophora) \| \| \| \| |
|                          | Bilateria                                                                             |
|                          |                                                                                       |
|                          | Nesseltiere (Cnidaria)                                                                |
|                          |                                                                                       |
|                          | Rippenquallen (Ctenophora)                                                            |
|                          |                                                                                       |

|  | Nesseltiere (Cnidaria)     |
|  |                            |
|  | Rippenquallen (Ctenophora) |
|  |                            |

### Phylogenetische Systematik
Heute gelten die Hohltiere nicht mehr als natürliche Verwandtschaftsgruppe, da die benannten Gemeinsamkeiten nicht als Synapomorphien, gemeinsame abgeleitete Merkmale, sondern als primitive Merkmale angesehen werden, die daher nicht zur Klassifikation herangezogen werden dürfen. Stattdessen herrscht Übereinkunft darüber, dass die nächsten Verwandten der Rippenquallen die spiegelsymmetrisch aufgebauten Bilateria sind. Die Nesseltiere werden als die Schwestergruppe dieser dann Acrosomata genannten Gruppierung angesehen. Diese Gruppe heißt so wegen des bei Rippenquallen und Bilateria einheitlichen Aufbaus des Akrosoms, einer kappenförmigen Struktur an der Spitze der Spermien, welche bei Kontakt mit einer Eizelle die Befruchtung einleitet. Wesentlich dazu sind die in akrosomalen Vesikeln, kleinen membranumgrenzten Organellen, gespeicherten Enzyme, die bei der lokalen Auflösung der Eihülle mitwirken. Nesseltiere und Schwämme (Porifera) besitzen mehrere kleine akrosomale Vesikel, Rippenquallen und Bilateria jedoch ein großes.
| Acrosomata | \| \| Bilateria \| \| \| \| \| \| Rippenquallen (Ctenophora) \| \| \| \| |
|            | \| \| Bilateria \| \| \| \| \| \| Rippenquallen (Ctenophora) \| \| \| \| |
|            | Nesseltiere (Cnidaria)                                                   |
|            |                                                                          |
|            | Bilateria                                                                |
|            |                                                                          |
|            | Rippenquallen (Ctenophora)                                               |
|            |                                                                          |

|  | Bilateria                  |
|  |                            |
|  | Rippenquallen (Ctenophora) |
|  |                            |

## Fortpflanzung
Bei den meisten Hohltieren erfolgt bei der Fortpflanzung ein Generationswechsel. Ein Zyklus ist somit erst nach einer ungeschlechtlichen und einer geschlechtlichen Vermehrung abgeschlossen.